# Stromboli (Film)
Stromboli ist ein Filmdrama des italienischen Regisseurs Roberto Rossellini aus dem Jahre 1949 mit Ingrid Bergman in der Hauptrolle.
Im Jahr 2008 wurde die Stromboli auf die offizielle, vom italienischen Kulturministerium gebilligte Liste „100 erhaltenswerte italienische Filme“ aufgenommen. Die 100 ausgewählten Filme entstanden zwischen 1942 und 1978 und haben das kollektive Gedächtnis Italiens maßgeblich geprägt.

## Handlung
Italien nach dem Zweiten Weltkrieg, 1948: In einem Flüchtlingslager lernt die Litauerin Karin den Soldaten Antonio kennen. Um möglichst schnell aus dem Lager zu kommen, heiratet sie den eher simplen Fischer von der Vulkaninsel Stromboli vom Fleck weg.
Sie reisen nach Stromboli. Karin ist entsetzt über die Armut und die Kargheit der Insel und möchte am liebsten sofort wieder abreisen. Hoch über der Insel droht der immer aktive Vulkan.
Schnell erregt die attraktive Frau Missgunst und Ablehnung bei den Einheimischen. Zu ihrem Erstaunen sind viele der älteren Bewohner zurückgekehrte Emigranten aus den USA und sprechen daher gutes Englisch. So findet sie auch nur zu den alten Leuten einen herzlichen Kontakt. Der Pfarrer der Insel kann Karins Verzweiflung nicht abhelfen und neigt trotz seiner Freundlichkeit zu Plattitüden. Als der Pfarrer erzählt, dass es von einem Ausgewanderten in die USA ein Erbe gibt, das für Alte und die Pflege des Friedhofes ausgegeben werden soll, versucht Karin ihn zu überzeugen, dieses Geld ihr und ihrem Mann zum Auswandern zu geben. Dabei kommt Karin dem Pfarrer so nahe, dass dieser sie irritiert verabschiedet, und ihr sein Mitleid ausspricht.
Ein zufälliges Treffen Karins am Strand mit dem Leuchtturmwärter wird von der Bevölkerung mit Argwohn beobachtet, und Antonio wird darauf als „Cornuto“, als Gehörnter verspottet. Erzürnt verprügelt er seine Frau, als er nach Hause kommt.
Mit Entsetzen wohnt sie einem Thunfischfang – einer so genannten Mattanza – bei.
Bald danach bricht der Vulkan aus und zwingt die Bevölkerung, die Nacht in kleinen Fischerbooten auf dem offenen Meer zu verbringen. Die inzwischen schwangere Karin ist nun entschlossen wegzugehen, weil sie ihr Kind nicht auf dieser Insel zur Welt bringen möchte. Ihr Mann nagelt die Tür zu, sodass sie nicht hinaus kann. Sie ruft den Leuchtturmwärter, den sie im Boot sieht, hinzu, damit er die Tür aufbricht. In einer Bucht flirtet sie ganz offen mit ihm. Sie hat gehört, dass auf der anderen Seite der Insel jemand ein Motorboot besitzt, und versucht, über den Berg dorthin zu gelangen, bricht aber auf dem Vulkan zusammen. Der Anblick des Sternenhimmels scheint ihr Hoffnung zu geben, und sie schläft auf dem Berg ein. Sie fleht zu Gott, ihr zu helfen. Ein Schwarm von Meeresvögeln, der nahe den Lavafeldern fliegt, ist zu sehen, und Karin fasst den Entschluss, alles zu tun, um ihr Kind zu retten.

## Hintergrund
Ingrid Bergman hatte Ende der 1940er-Jahre in den USA Roberto Rossellinis Filme Rom, offene Stadt (Roma, città aperta, 1945) und Paisà (1946), mit denen er das Genre des Neorealismus mitbegründete, gesehen und war dermaßen begeistert, dass sie ihm in einem Brief ihre Mitarbeit in einem Film anbot. Bergman war zu dem Zeitpunkt bereits ein Star des Hollywood-Kinos, hatte schon zwei Golden Globes und einen Oscar gewonnen, und ihre Entscheidung, nach Italien zu gehen, stieß in den USA auf Unverständnis, lockte aber auch zahlreiche Reporter zu den Dreharbeiten auf die Insel. Stromboli wurde der erste von sieben Filmen, die Bergman und Rossellini gemeinsam drehten.
Die während der Dreharbeiten beginnende Affäre zwischen Bergman und Rossellini – die beide verheiratet waren – und das Bekanntwerden ihrer Schwangerschaft sorgten in den USA für heftige Angriffe vor allem christlich-religiöser und puritanischer Gruppen gegen die Schauspielerin. Daran änderte auch die Tatsache, dass die beiden heirateten (und später Zwillinge bekamen) nichts. Der Senator Edwin C. Johnson, der sich vergeblich um ein Aufführungsverbot von Stromboli in den USA bemühte, bezeichnete das Paar in einer Rede als „Apostel der Entartung“ („apostles of degradation“) und beklagte, dass seine frühere Lieblingsschauspielerin eine „mächtige Kraft des Bösen“ („a powerful influence of evil“) geworden sei.
In den USA bekam Bergman in Folge des Skandals mehrere Jahre keine Hauptrollen angeboten (bis sie 1956 in Anastasia vor der Kamera stand).

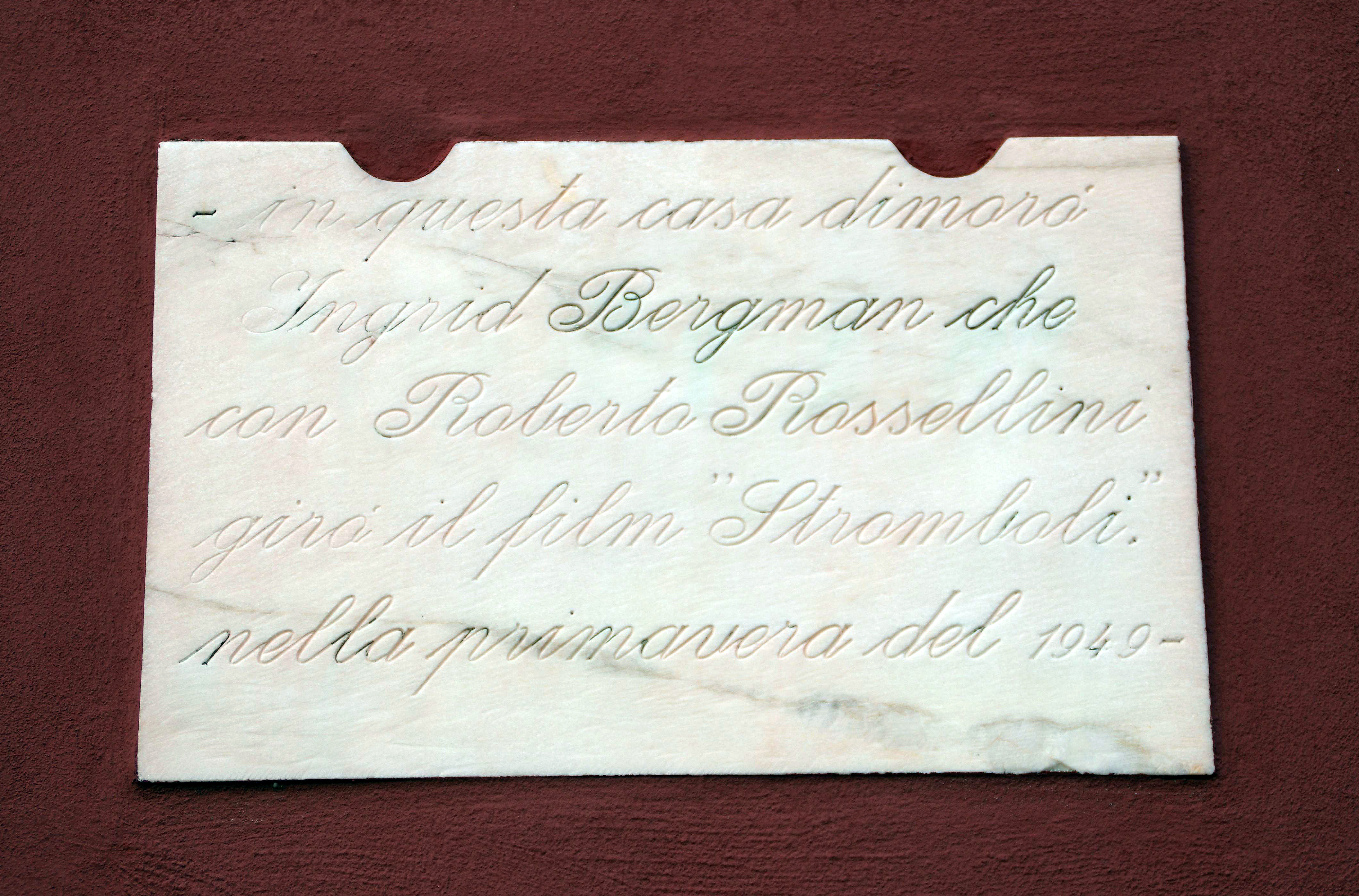
Gedenktafel an die Dreharbeiten, angebracht am Haus auf Stromboli, das Bergman und Rossellini bewohnten

## Der Film in der Literatur
Im Roman Fever von Leslie Kaplan wird ein Besuch von Stromboli, den die Hauptfigur Damien und seine Mutter erleben, geschildert. Der Film dient als Beispiel dafür, dass heftige Katastrophen eine Wende im Leben bewirken können. Im Romangefüge ist der Filmbesuch der Punkt, an dem das verhängnisvolle Schweigen übermächtig wird, die Figuren immer weniger kommunizieren.

## Rezeption
Der Film wurde von der Kritik zumeist abgelehnt und war kommerziell wenig erfolgreich, wurde aber trotzdem 1950 am Filmfestival von Venedig für den Goldenen Löwen nominiert. Er hat auch das Interesse der Touristen Anfang der 1950er Jahre an der Insel beeinflusst. Heute präsentiert sich Stromboli als beliebte Ferieninsel. Das Haus, in dem das Paar Rossellini/Bergman gewohnt hatte, wurde mit einer Gedenktafel an die Dreharbeiten versehen. Der Film wird in den Bars auf Stromboli häufig gezeigt.

„Die erste Zusammenarbeit zwischen dem Neorealisten Rosselini und dem Hollywoodstar Ingrid Bergman, ein zähes ländliches Melodram, war für Zuschauer und Kritiker gleich enttäuschend. Aufregend nur die Dokumentaraufnahmen eines Vulkanausbruchs.“

„Die Protagonistin findet sich als Fremdkörper in der trostlosen Umgebung mit ihrer Armut und der schroffen Natur. Mit Laienschauspielern und religiösen Untertönen erzielt das Frauenportrait in seiner fühlbaren Ausweglosigkeit eine dramatische Wirkung und wurde im Laufe seiner Rezeptionsgeschichte zunehmend positiver bewertet.“